# Herzfrequenzvariabilität
Als Herzfrequenzvariabilität (kurz HFV) oder Herzratenvariabilität (englisch heart rate variability, HRV) wird die Variation der Zeiten zwischen aufeinanderfolgenden regulären Herzschlägen bezeichnet. Die Herzfrequenzvariabilität ist ein Indikator für die Fähigkeit, die Herzfrequenz den körperlichen und mentalen Anforderungen anzupassen. Maße für die Herzfrequenzvariabilität lassen sich statistisch im Zeitbereich als Streumaße (Mittelwert, Standardabweichung, Varianz) oder spektral im Frequenzbereich (low frequency, high frequency) ableiten; eine dritte Möglichkeit bieten nicht-lineare Methoden (z. B. Poincaré-Abbildung, Fluktuationsanalyse).
Über autonome physiologische Regulationswege passt ein gesunder Organismus die Herzschlagrate beständig momentanen Erfordernissen an. Körperliche Beanspruchung oder psychische Belastung hat deswegen in der Regel eine Erhöhung der Herzfrequenz durch vagale Disinhibierung zur Folge, die bei Entlastung und Entspannung normalerweise wieder zurückgeht. Dabei zeigt sich eine höhere Anpassungsfähigkeit an Belastungen in einer größeren Variabilität der Herzfrequenz. Unter chronischer Stressbelastung ist beides dagegen wegen der beständig hohen Anspannung, die dafür typisch ist, mehr oder weniger eingeschränkt und infolgedessen reduziert.

Unauffälliges Ruhe-EKG: Beim Gesunden variiert die Frequenz des Herzschlages.

## Anfänge und aktuelle Bereiche der HRV-Forschung
Bereits im 3. Jahrhundert nach Christus erkannte der chinesische Arzt Wang Shu-he (auch Wang Shu-ho oder Wang Hsi), dass ein variabler Herzschlag ein Zeichen für Gesundheit ist. Er dokumentierte dies in seinen Schriften Mai Ching (The Knowledge of Pulse Diagnosis).
In der modernen Medizin wurde die Bedeutung der HRV zuerst Mitte der 1960er Jahre bei der Untersuchung an Föten beschrieben.
Aktuell existiert ein breites Forschungsspektrum zur Herzfrequenzvariabilität, das vorwiegend auf drei Bereiche konzentriert ist:
- Klinischer Bereich: Risikostratifizierung und Gesundheitsprognose mit Parametern der HRV
- Rehabilitative Medizin: klassische und nichtlineare HRV-Methoden für die Prognose- und Leistungsobjektivierung
- Stressmedizin und Psychophysiologie: HRV-Biofeedback

Zur Leistungsdiagnostik und Belastungssteuerung wurden im Bereich der Sport- und Trainingswissenschaften neue Methoden entwickelt.

## Physiologie der Herzratenvariabilität
Zur Bewertung der Herzratenvariabilität wird der Abstand zwischen regulären Herzschlägen beurteilt, d. h. im normalen Sinusrhythmus, ohne Herzrhythmusstörungen. Gemessen wird dabei der Abstand der R-Zacken im Elektrokardiogramm (EKG), dem RR- oder NN-Intervall. Die Bezeichnung NN betont, dass es sich um normale Herzschläge handelt (und vermeidet eine Verwechslung mit der Blutdruckangabe RR nach Riva-Rocci). Die RR-Intervalle sind im Regelfall nicht gleich lang, sondern unterliegen Schwankungen. Die Quantifizierung dieser Schwankungen bezeichnet man als Herzfrequenz- oder Herzratenvariabilität (HRV).
Alternativ zum EKG lässt sich die Herzrate weniger genau durch Blutdruckmessungen, ein Ballistokardiogramm (BCG) oder ein Photoplethysmogramm (PPG) bestimmen.
Ein Herzschlag wird beim gesunden Individuum durch einen Impuls des Sinusknotens als zentralem Taktgeber des autonomen Erregungssystems des Herzens ausgelöst. Dieses steht seinerseits unter dem Einfluss des übergeordneten vegetativen Nervensystems, wobei über den Sympathikus ein aktivierender Einfluss ausgeübt wird, der u. a. eine Erhöhung der Herzfrequenz zur Folge hat. Körperliche und psychische Belastungen gehen mit einer Steigerung der Aktivität des Sympathikus einher, während parallel dazu Körperfunktionen reduziert werden, die vom Vagus reguliert werden, wie etwa die Verdauung. Grob vereinfachend kann man sagen, dass der Sympathikus die Teilsysteme (Kreislauf, Muskulatur, Zucker) für Angriff und Flucht aktiviert, der Vagus im Gegenzug die hierfür erforderlichen Ressourcen aufbauen hilft, wenn sich der Mensch in einem entspannten Ruhezustand befindet. Äußere Einflüsse (Reize), psychische Vorgänge (Gedanken) oder mechanische Abläufe (Atmung) greifen dabei komplex ineinander, können sich dabei aber je nach eigenem Gewicht auch unterschiedlich auf den Herzschlag auswirken.

## Messverfahren

Spektralanalyse

Histogramm

Aus einem EKG lässt sich eine Zeitreihe an RR-Intervallen bestimmen. Im Vergleich zum normalen Elektrokardiogramm, bei dem die Kurvenform diagnostische Bedeutung hat, geht es bei der Messung der Herzratenvariabilität um die zeitliche Auflösung der RR-Abstände. Gängige Maße wurden 1996 von einer Gruppe aus der European Society of Cardiology und der North American Society of Pacing and Electrophysiology erarbeitet. Danach werden Analysen in drei Bereiche (Domänen) unterschieden:
- Zeitbereich (z. B. Standardabweichung der RR-Intervalle)
- Frequenzbereich (z. B. Spektrum der Herzfrequenzvariabilität)
- nichtlinearer Bereich (z. B. Poincaré-Abbildungen).

Allgemeingültige Zahlenwerte sind für die verschiedenen Messgrößen nicht gegeben. Sie hängen u. a. vom Alter und Geschlecht des Patienten ab.
Einzelne Studien haben nach Alter und Geschlecht Perzentile ausgegeben, z. B. 24-Stunden-Werte für 7146 Büroarbeitende (supplement Tabelle 2).

### Domänen
Eine einfache statistische Größe zur Bestimmung der Streuung ist die Standardabweichung der RR-Intervalle im Zeitbereich.
Hinsichtlich ihrer Zeitskala lassen sich die Schwankungen der Herzfrequenz durch Verfahren der Spektralanalyse näher charakterisieren. In jüngerer Zeit werden auch komplexe empirische Parameter, wie z. B. die fraktale Dimension herangezogen.
Die Spektralanalyse ist ein sehr genaues Verfahren zur Feststellung der Frequenzanteile, aus denen sich die Variabilität der Herzfrequenz zusammensetzt. Sie gibt beispielsweise Auskunft über die Kopplung von Atmung und Herzschlag (also deren Kohärenz) im entspannten Zustand. Sind Atmung und Herzschlag gut gekoppelt, ergibt die Spektralanalyse einen eindeutigen Peak (Spitzenwert). Das betreffende Mess-Spektrum wird in der HRV-Forschung in drei Frequenzbänder aufgeteilt, VLF (very low frequency), LF (low frequency, mitunter auch als MF (middle frequency) bezeichnet) und HF (high frequency), teilweise zuzüglich eines vierten Frequenzbandes: ULF (ultra low frequency). Diese Frequenzen repräsentieren
- HF, 0,15 – 0,4 Hz: Respiratorische Sinusarrhythmie
- LF, 0,04 – 0,15 Hz: Oszillationen des Baroreflexes
- VLF: peripher-zentrale Thermoregulation

(vgl.)
Die respiratorische Sinusarrhythmie – und damit die HF – werden gemeinhin als Marker parasympathischer Aktivität angesehen. Es wurde und wird teilweise postuliert, die LF sei das sympathische Gegenstück zur HF und der Quotient LF/HF somit ein geeigneter Marker für die autonome Balance zwischen Sympathikus und Parasympathikus. Mittlerweile ist dies hinreichend widerlegt, dennoch wird LF/HF weiterhin in aktuellen Publikationen als Kennwert sympathovagaler Balance aufgeführt.
Eine weitere Darstellungsform der Herzratenvariabilität ist das Histogramm. In einem Verlaufsdiagramm einer Biofeedback-Messung wird gezählt, wie viele der Herzschläge in eine bestimmte Klasse fallen. Bei größerer HRV verteilen sich die Herzschläge gleichmäßiger über viele Klassen. Unter starker Belastung verschiebt sich die vegetative Balance und die HRV schränkt sich auf wenige Klassen ein.
Zahlreiche Studien benutzen Poincaré- oder Lorenz-Plot zur Analyse der HRV mittels zwei- oder mehrdimensionaler Punktwolkendarstellungen. Bekannt sind verschiedene Bezeichnungen für die Darstellung sukzessiver RR-Abstände: Poincaré-, Lorenz-, Recurrence- und Scatter-Plot sowie Return Maps. Bei dieser Darstellung bezieht sich jeder folgende Datenpunkt auf den vorhergehenden, wobei im einfachsten Fall einer zweidimensionalen Darstellung die RR-Zeitreihe auf sich selbst abgebildet wird.
Zur Vermeidung von Fehleinschätzungen der Bedeutung verschiedener Parameter der HRV wurden von Task Force of the European Society of Cardiology und The North American Society of Pacing and Electrophysiology Richtlinien festgelegt zur Durchführung und Interpretation von HRV-Analysen. Eine gute Übersicht bietet auch der Artikel.

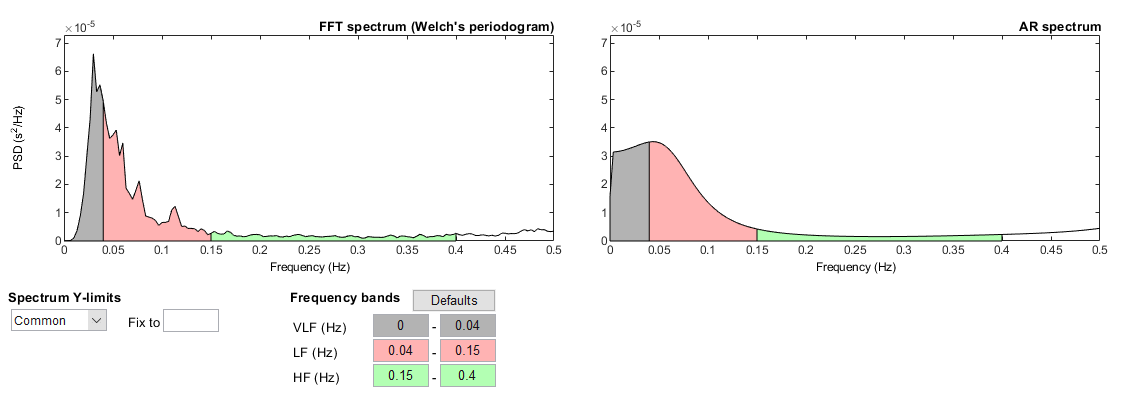

## Bedeutung
Da die Herzratenvariabilität ihren Ursprung in der Funktion des vegetativen Nervensystems hat, lassen sich prinzipiell Krankheiten erkennen, bei denen es darüber zu Auswirkungen auf den Herzschlag kommt. Dabei sind Erkrankungen zu unterscheiden, die direkt das autonome Nervensystem schädigen, und Krankheiten, die sich etwa über dauerhaft erhöhte Stoffwechselbeanspruchungen indirekt auf das autonome Nervensystem auswirken.
Ein Beispiel für die erste Gruppe von Krankheiten ist die diabetische Neuropathie, eines aus der zweiten Gruppe die koronare Herzkrankheit. Auch psychische Erkrankungen können über eine Erhöhung des Katecholaminspiegels und die Sympathikusaktivierung erkennbare Folgen auf die Herzaktivität haben; die Herzfrequenzvariabilität kann daher auch im Bereich der Neuropsychiatrie zu diagnostischen Zwecken herangezogen werden.
Weitere Erkrankungen mit starken Veränderungen der Herzratenvariabilität sind:
- Asphyxie bei Neugeborenen[15]
- plötzlicher Herztod nach Herzinfarkt[16] (als prädiktiver Wert)
- Asthma[17]
- Traumapatienten, als prädiktiver Wert für die Mortalität, unabhängig von Mechanismus, Ort oder Schwere der Verletzung.[18]
- Sepsis, schon vor klinischer Diagnosestellung der Sepsis beginnt die HRV abzufallen.[19]

## HRV in Stressmedizin und Psychophysiologie
In den letzten Jahrzehnten wurden verschiedene Biofeedback-Techniken und -Geräte entwickelt, um die Variabilität der Herzfrequenz zu messen. Dabei wurde besonderes Gewicht auf die Messung der Koppelung von Herz und Atmung gelegt, um so den Grad der Kohärenz bzw. Synchronisation von Herzrhythmus und Atemfrequenz bestimmen zu können.
Synchronisation und chaotischer Verlauf von Atemrhythmus und Herzfrequenz sind bei diesen Biofeedback-Verfahren bildlich oder akustisch darstellbar. Die Messung des Pulses erfolgt dabei mit Hilfe eines Brustgurtes oder eines Ohrclips, wobei die Daten dabei auf spezielle Weise ausgewertet werden.
Festgestellt wurde, dass bei so komplexen Reaktionen wie Liebe oder Dankbarkeit, die mit der emotionalen Reaktion der Freude verbunden sind, eine messbare Synchronisation der Rhythmen von Herz und Atmung (Respiratorische Sinusarrhythmie) erfolgt. Diese Balance zwischen Atmung und Herzschlag verschwindet jedoch bei Reaktionen wie Hetze („Stress“), Ärger oder Angst, die mit vermehrter Ausschüttung von Stresshormonen einhergehen. Einige Studien sowie Übersichtsarbeiten und Metaanalysen weisen darauf hin, dass die Herzfrequenzvariabilität psychisch Kranker niedriger ist als bei psychisch gesunden Personen. Auch im Hinblick auf Gesamtmortalität zeigte eine Metaanalyse mit insgesamt 37 Stichproben und 38.008 eingeschlossenen Probanden deutlich negative Zusammenhänge – je niedriger verschiedene Maße der HRV waren desto höher war das Sterberisiko. Zudem zeigt eine weitere Metaanalyse negative Zusammenhänge der Maße der HRV mit Maßen für Entzündungen so wie  z. B. Interleukin-6, C-reaktives Protein oder Menge der Leukozyten.
Von den USA ausgehend werden in den letzten Jahren zunehmend Forschungen unternommen um festzustellen, inwieweit Kohärenz von Herz und Atmung trainierbar ist, und welche Therapieerfolge mit unterschiedlichen Settings erreicht werden können. Dabei werden Biofeedback-Techniken eingesetzt und in verschiedenen Variationen das emotionale Erleben der Trainees zusätzlich oder alternativ gezielt zu beeinflussen gesucht. Dabei werden spezielle musikalische Kompositionen eingesetzt, Atemtechniken, Achtsamkeitsübungen, Tranceinduktionen oder gelenkte Imaginationen mit Konzentration auf Herz und Atmung in Verbindung mit der Aktivierung besonders positiver, etwa liebevoller Reaktionen.
Das HRV-Biofeedback wird als Coaching-Methode oder komplementärmedizinische Methode schon länger in der verhaltenstherapeutisch orientierten Psychotherapie genutzt. Nach Studien in den USA sind dadurch Depressionen, Herzerkrankungen, Asthma, Angststörungen und Schlaflosigkeit günstig beeinflussbar. Die Verbesserung der Kohärenz von Atmung und Herz kann auch beim Abbau von Anspannungen helfen, bei der Bewältigung von Stress und Angst, und dazu beitragen, im Alltag gelassener zu reagieren.
HRV-Biofeedback wird seit einiger Zeit in der betrieblichen Gesundheitsförderung eingesetzt. Hier werden auch Beratungen auf 24H Messungen im Spektrogramm dargestellt und anhand von Tagebuchinformationen kann ein Therapeut / Coach über einzelne Situationen und deren psycho-physiologische Reaktionen im Alltag sprechen. Hieraus können gezielt Ressourcen und Belastungen benannt werden und Verhaltensveränderungen induziert werden.
Laut einer 2017 veröffentlichten Studie kann HRV-Biofeedback auch angewandt werden, um die Leistungsfähigkeit von Sportlern zu verbessern.

### HRV-gesteuertes Training im Spitzensport
Im Spitzensport wird in zunehmendem Maße die Trainingsbelastung mit HRV kontrolliert und gesteuert, um Überbelastungen zu vermeiden. So haben z. B. die vier neuseeländischen Ruderweltmeister 2015 ihr Training in den intensiven Phasen vor der Weltmeisterschaft mit HRV von Tag zu Tag periodisiert. Hierbei haben sie als Bezugsgröße den rMSSD (root mean square of successive differences = quadratischer Mittelwert der Differenzen aufeinanderfolgender R-R-Intervalle) herangezogen. Hierdurch kann rechnerisch die Wirkung einzelner Ausreißer minimiert werden. Da Ausdauersportler in der Regel bereits einen sehr niedrigen Ruhepuls haben, wird auch dem Einfluss des Parasympathikus Rechnung getragen.